# Patrolbot
PatrolBot puede escanear edificios, crear mapas del entorno y navegarlos de forma autónoma usando un sensor láser. Fue lanzado al mercado en 2004.
El control de alto nivel está formado por el sistema operativo Linux empotrado y una placa SBC (Single Board Computer) de alto rendimiento fabricada por Versalogic, una placa compatible con EBX basada en un pentium III en una primera versión y en Pentium M posteriormente.